# مارکو سلینی
مارکو سلینی (انگلیسی: Marco Cellini؛ زادهٔ ۱۹ مهٔ ۱۹۸۱) بازیکن فوتبال اهل ایتالیا است.
از باشگاه‌هایی که در آن بازی کرده‌است می‌توان به باشگاه فوتبال پروجا، باشگاه فوتبال مودنا، باشگاه فوتبال فوجا، باشگاه فوتبال تریستیانا، باشگاه فوتبال لیورنو، باشگاه فوتبال یووه استابیا، باشگاه فوتبال ویچنزا، باشگاه فوتبال اسپال، و باشگاه فوتبال وارزه اشاره کرد.